# Jean Joseph Dalmas Balmossière-Chartroux
Jean Joseph Dalmas Balmossière-Chartroux, né le 12 décembre 1761 à Nice où il est mort le 21 février 1800, dit Chartroux ou Chartroux fils afin de le distinguer de son père Augustin Balmossiere-Chartroux, est un pharmacien et homme politique niçois.

## Vie publique
Cet homme politique niçois, mettait en valeur les idées opportuniste de son père
« Je suis l’ami de tout le monde » écrivait-il à son ami le député Blanchi, dans sa lettre du 9 février 1795, et avec qui il entretient une correspondance (visible aux archives des Alpes-Maritimes).
Admis à la Société des Défenseurs de la Liberté et de Légalité, à son origine, il fut nommé membre de son Comité de surveillance le 3 octobre 1792 et conserva ces fonctions lors de la transformation de ce club en société populaire.
En mars et avril 1793, il était membre élu du comité central, lorsqu'il fut élu vice-président le 30 de ce dernier mois. Au cours d'une séance solennelle du club, dans l'église désaffectée des jésuites, le 19 janvier 1794 Jean Joseph Dalmas et Marie Thèrese Defly femme Calry représentant la déesse Raison, se présentèrent comme parrain et marraine d’un nouveau-né, fils de l’un de leurs confrères.
Son certificat de civisme, délivré par la municipalité, fut visé par le district dans ces séances du 28 au 25 juillet 1793. Élu membre du conseil général du département, il siégea du 6 juin au 28 juillet, date à laquelle une maladie l'obligea à démissionner.
Par arrêté du 4 décembre 1793, le Directoire du département lui fit mandater 53 jour de traitement à raison de 3 livres par jour. Il était membre d'une commission chargée d'approvisionner les magasins départementaux afin de combattre la disette.
Le 4 février 1793, la municipalité niçoise de désigna pour surveiller l'exécution des lois et règlements de Police puis le 19 mars 1794 il fut nommé commissaire de police de la ville.
Il fut choisi par Ricord et Robespierre jeune, comme l'un des membres du Comité révolutionnaire de Nice en 1794 et il fut maintenu en fonction lors des épurations ultérieures.
Beffroy fit mieux encore en le nommant président du nouveau comité révolutionnaire le 16 mars 1795 pendant la réaction thermidorienne et le désigna comme l'un des commissaires chargés de dresser la liste des émigrés et absents.
Le Directoire exécutif de Paris le nomma membre de la municipalité niçoise.
installé le 31 mars 1796, avec Chabaud comme président, il ne fut point élu aux élections de l'an V, et celles du 20 septembre suivant le ramenèrent au sein du conseil municipal.
Sa vie s'acheva prématurément le 21 février 1800 victime de l'épidémie qui décima la population niçoise et une grande partie de la Provence.

## Vie professionnelle
Après avoir terminé son stage, il seconda, puis remplaça son père (Augustin) dans la pharmacie de la rue du Pont-Neuf, où il supervisa le stage d'Antoine Risso.

## Franc-maçonnerie
Il fut membre de la Loge les « Vrais Amis réunis » première loge de Nice.